# Stazione di Binago-San Salvatore
La stazione di Binago-San Salvatore era una fermata ferroviaria posta lungo la linea Como-Varese che fino al 1966 serviva i centri abitati di Binago e di San Salvatore di Malnate.

## Storia
La fermata entrò in servizio alcuni anni dopo l'attivazione della linea, avvenuta il 5 luglio 1885.
Il 14 dicembre 1948 venne attivato l'esercizio a trazione elettrica, a corrente continua alla tensione di 3 kV.
L'esercizio della linea venne soppresso il 31 luglio 1966, e gli impianti vennero smantellati dopo breve tempo.

## Strutture e impianti
La fermata disponeva di un fabbricato viaggiatori a un piano e da una banchina a servizio del binario.